# Joan Wildman
Joan Wildman (*  1. Januar 1938; † 8. April 2020) war eine US-amerikanische Musikerin (Piano, Synthesizer, Komposition) und Hochschullehrerin, die sich sowohl im Jazz als auch in der klassischen Musik betätigte, was sich in ihrem „ständig weiterentwickelnden Interesse an Avantgarde und elektronischer Musik widerspiegelte.“

## Leben und Wirken
Wildman wurde als Tochter von Ranchern in den Ebenen von Nebraska geboren und studierte Ende der 1950er-Jahre Jazz und klassische Musik an der University of Minnesota, dem Berklee College of Music und der University of Oregon. Sie unterrichtete an der Central Michigan University und der University of Maine, bevor sie 1977 eine Stelle an der University of Wisconsin–Madison antrat, wo sie das Jazzprogramm der Universität bis zu ihrer Pensionierung im Jahr 2002 aufbaute. Sie veröffentlichte auch Forschungsergebnisse zur Musiktheorie und Musikgeschichte, darunter 1979 Artikel im Journal of Jazz Studies mit dem Titel „Die Funktion der linken Hand in der Entwicklung des Jazz-Pianos“. Sie legte Wert darauf, Madisons breitere Musikgemeinschaft mit der akademischen Musikwelt zu verbinden, häufig in lokalen Clubs zu spielen und sich mit Musikern zu arbeiten, die nicht unbedingt mit der Universität verbunden waren. 1985 gründete Wildman das Madison Music Collective, eine lokale gemeinnützige Organisation, die bis heute Shows von lokalen und tourenden Jazzkünstlern organisiert.
Während sie 1974 an der Central Michigan University unterrichtete, wurde Wildman wenige Stunden vor dem Konzert von Mercer Ellington kontaktiert, um für dessen kranken Vater Duke Ellington einzuspringen. Trotz der Enttäuschung des Publikums, nicht Duke spielen zu hören, wurde ihre Leistung mit stehenden Ovationen begrüßt. Um 1985 nahm sie in Triobesetzung ein erstes Album auf, Orphan Folk Music.  1987 trat sie mit Kompositionen von Roscoe Mitchell an der University of Wisconsin auf, enthalten auf dem Mitchell-Album Four Compositions. weitere Aufnahmen entstanden in dieser Zeit mit dem Madison Music Collective.
Wildman integrierte nicht-traditionelle Instrumente in ihre Arbeit. So spielte sie etwa einen Yamaha DX7-Synthesizer, zu hören in „Applesauce“ aus Wildmans Album Inside Out aus dem Jahr 1992; dabei „verzichtet sie auf den ätherischen Schimmer, für den dieser Synthesizer bekannt ist. Stattdessen geht Wildman in den Mut der Synthese selbst, um Klänge zu erzeugen, die so dynamisch und schlau dissonant sind wie ihr eigentliches Spiel“, schrieb Scott Gordon in seinem Nachruf. In einem Interview von 1994 für ein Oral-History-Projekt von UW-Madison diskutierte Wildman ihren Ansatz, Jazz mit elektronischer Musik zu verschmelzen, und erklärte, dass sie fast jedes Mal, wenn sie live damit spielte, neue Sounds in ihren Synthesizer programmierte. Sie lehnte den sogenannten „neuen Konservatismus“ im Jazz von Musikern wie Wynton Marsalis ab und begrüßte die Herausforderungen und Möglichkeiten elektronischer Elemente.
Zu Wildmans Mitarbeitern gehörte der Saxophonist und Komponist Roscoe Mitchell, der ebenfalls an der UW-Madison unterrichtete. Die New York Times stellte 1999 fest, dass sich die beiden oft morgens trafen, „um durch Bachs Flötensonaten zu rennen“. Während eines Konzerts im Juni 2018 in der Trinity Lutheran Church trat Wildman am Cembalo mit Mitchell auf. Wildman nahm auch mit Mitchell auf, unter anderem auf seinem Album Four Compositions von 1992 und auf Numbers von 2011. Sie arbeitete mit anderen Jazzmusikern zusammen, darunter dem Bassisten und UW-Madison-Professor Richard Davis und dem Trompeter Doc DeHaven. In ihren letzten Jahren trat sie noch gelegentlich auf, darunter mit Solokonzerten und in Improvisations-Sets mit der Saxophonistin Hanah Jon Taylor. Wildman starb am 8. April 2020 im Alter von 82 Jahren an den Folgen einer Krebserkrankung.
Im Bereich des Jazz war sie laut Tom Lord zwischen 1985 und 2009 an acht Aufnahmesessions beteiligt.